# 李希舜
李希舜，云南宜良人，是一名清朝政治人物。
李希舜曾于1752年接替潘恂任上海县知县一职，1756年由车策接任。